# Schrotthagen
Schrotthagen ist ein deutsches Techno-Produzenten-Duo, bestehend aus dem Filmkomponisten Dieter Schleip und dem Musikproduzenten Giovanni Berg. Die Gruppe ist bekannt für ihren Stil des „cinematic techno“, der elektronische Musik mit filmischen Elementen verbindet.

## Geschichte
Schrotthagen wurde 2023 gegründet. Dieter Schleip, geboren 1962 in Aachen, ist ein etablierter Filmkomponist mit zahlreichen Auszeichnungen. Giovanni Berg, geboren 1997 in München, verfügt über eine Ausbildung in klassischer Musik und Jazz. Die beiden arbeiteten zuvor gemeinsam an Filmmusikprojekten. Die Idee zur Gründung von Schrotthagen entstand während der Produktion eines Techno-Stücks für eine Clubszene in einem Film. Die Veröffentlichung dieses Stücks auf Social-Media-Plattformen führte zu einer viralen Resonanz, was zur Gründung des Duos führte.

## Musikstil
Der Musikstil von Schrotthagen wird als „cinematic techno“ beschrieben. Er kombiniert Elemente aus Techno, Trance und orchestraler Filmmusik. Die Produktionen zeichnen sich durch atmosphärische Synthesizer, treibende Rhythmen und emotionale Melodien aus.

## Veröffentlichungen
Im Jahr 2024 veröffentlichte Schrotthagen ihr Debütalbum Sturm und Drang. Das zweite Album Nostalgie und Traurigkeit erschien 2025. Beide Alben wurden auf Streaming-Plattformen sowie Schallplatte veröffentlicht. Einige Singles, darunter „Blütezeit“ und „Alle werden alt“, erreichten hohe Streaming-Zahlen.

## Diskografie

### Alben
- 2024: Sturm und Drang
- 2025: Nostalgie und Traurigkeit

### Singles (Auswahl)
- Blütezeit
- Alle werden alt
- Pain in my Heart
- Blaue Blume